# 238-я гвардейская артиллерийская бригада
238-я гвардейская артиллерийская бригада (238 абр) — тактическое соединение Сухопутных войск Российской Федерации. Дислоцируется в г. Кореновск Краснодарского края. Находится в составе 8-й гвардейской общевойсковой армии.

## История
238-я артиллерийская бригада создана 3 июня 2020 года в г. Кореновск Краснодарского края.
25 августа 2023 года бригаде Указом президента Российской Федерации № 634 присвоено почётное наименование «гвардейская» за массовый героизм и отвагу, стойкость и мужество проявленные личным составом бригады в боевых действиях по защите Отечества и государственных интересов в условиях вооружённых конфликтов.
В декабре 2023 года бригада действовала в районе Горловки.
30 марта 2024 года бригада нанесла удар по железнодорожному мосту в Курахово к западу от Донецка.
В январе — апреле 2024 года бригада действовала в направлении Красногоровки и Георгиевки к западу города Донецк.